# 大嶺祐太
大嶺 祐太（おおみね ゆうた、1988年6月16日 - ）は、沖縄県石垣市出身の元プロ野球選手（投手）。右投左打。
愛称は「ゆうた」。2018年まで千葉ロッテマリーンズに所属していた大嶺翔太は実弟。

## 経歴

### プロ入り前
石垣島（沖縄県石垣市）生まれ。小学2年時に「八島マリンズ」で三塁手として野球を始める。中学生時代は硬式ポニーリーグの「八重山ポニーズ」で投手として活躍、3年時の2003年には世界大会3位になった。同じ沖縄出身の新垣渚を見て、プロを志したという。
小学生時代より指導を受けた伊志嶺吉盛の強い勧めで沖縄県立八重山商工高等学校に進学。2006年には春（第78回選抜高等学校野球大会）・夏（第88回全国高等学校野球選手権大会）の甲子園連続出場を果たし、八重山商工の快進撃の原動力となった。春夏2季連続出場は沖縄県の離島勢として初めて。特に春の大会では17奪三振を記録している。夏の甲子園では同大会最速となる球速151km/hを記録した。打線でもクリーンナップの5番打者におかれ、打撃面でも期待されていた。
高校入学当初は速球の速度が120km程度であったためプロ入りは頭に無かったが、九州遠征へ行った先の監督が「(反動を使ったら)一連の動作ですぐ投げろ」と指導したことで球速が1か月経つか経たないかで138km/hまで上がった。他に特別な練習はしていないのに打者が次々と空振りするようになったため「何でだろう?」と疑問に思ったといい、バックネット裏で出た球速の計測結果も最初本人は信じていなかった。その後球速は1年生で143km/hまで上がったが、まだプロは無理だと考えていた。石垣島で生まれ育ち、プロ野球が身近に存在しなかったのも、大嶺が当初プロを目指さなかった要因として大きい。そんな大嶺も春の甲子園で17奪三振を記録するとプロを意識するようになった。
ドラフト前の予想では相思相愛の福岡ソフトバンクホークスの単独1位指名が予想されていたが、当初福田秀平（多摩大聖ヶ丘高校）の1位指名を予定していた千葉ロッテマリーンズが直前になり、大嶺の1位指名に変更。ドラフトの10日前にボビー・バレンタイン監督が大嶺の映像を見て気に入り、方針転換したとされている。くじ引きの結果、ロッテが交渉権を獲得。その結果、大嶺本人も戸惑うこととなり、入団拒否が予想された。しかしロッテ側が、バレンタイン監督が石垣に来島し交渉、またキャンプ地を石垣島に移すことを決定するなど説得に努めたことで、周囲は入団を期待するムードに変わっていった。結局、2006年11月27日に石垣市内で契約を結んだ。大嶺本人が最初に下した決断は1年浪人であったため、入団決定までに長い時間がかかった。
背番号は1に決定。投手が1番を付けるのは、球団としては1981年の愛甲猛以来で、プロ野球全体では谷中真二（阪神タイガース）以来である。

### ロッテ時代
2007年

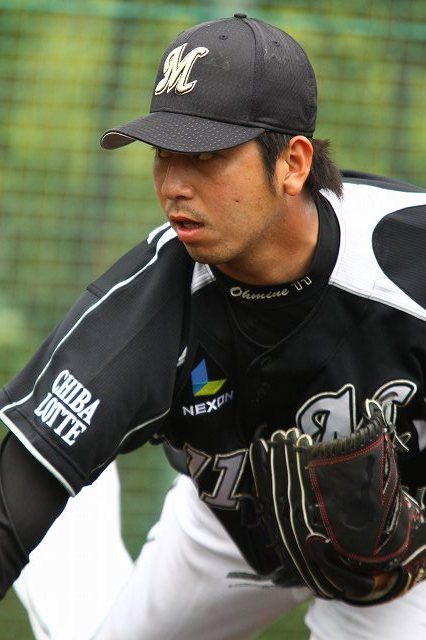
ロッテ時代

2月26日、プロ初実戦の練習試合・東北楽天ゴールデンイーグルス戦で同学年の田中将大相手に投げ合い、2回4失点KOされた。
4月15日、一軍の試合終了後に開催された千葉マリンスタジアムでのイースタン・リーグ、対楽天戦で150km/hを記録した。
当初はファームでじっくり育成される予定だったが、先発ローテーションの一員である小野晋吾が脇腹を痛めたために、急遽4月30日の埼玉西武ライオンズ戦でプロ初先発。4回0/3を投げて7安打5失点で勝敗はつかなかったが、アレックス・カブレラに詰まった当たりながら本塁打されるなど、ほろ苦いデビュー戦となった。ただし、この試合はちょうどNHK総合テレビで全国放送されており、第1球にいきなり147km/hを記録、その後も最速151km/hを記録した。
2008年
セ・パ交流戦で中継ぎとして一軍登板、7月から先発ローテの一角を担う。好投しても打線の援護が得られなかったり、疲れが見えたところで打ち込まれるなど、勝ち星に恵まれない状態が続いていたが、7月24日の対北海道日本ハムファイターズ戦でダルビッシュ有と投げ合い、6回を投げ被安打4・四球2・失点2でプロ初勝利を挙げた。試合後のインタビューで「（出身地の）石垣島から（プロ野球の本拠地として）最も離れた札幌ドームで初勝利を挙げられて、とてもうれしい」と語った。
成人したこの年、オリオンビールの「リッチ」のCMに当時監督だったボビー・バレンタイン、ボクシングの具志堅用高と共に出演した。
この年のフェニックスリーグには、1歳年下の後輩唐川侑己と共に、高卒ルーキー2年目としては異例の参加免除となった。
2009年
自らソフトバンクの和田毅に頼んで和田と藤岡好明と岩嵜翔と共に一緒に自主トレを行った。
同年、沖縄県警察が広報に使う防犯ポスターに抜擢される。過去には沖縄出身の女優が起用されてきたが、男性の起用はこれで初めてとなる。
5月13日の対ソフトバンク戦では6安打に抑え、10日（楽天戦）の唐川侑己に続いてプロ初完封を果たす。試合後のヒーローインタビューでは「今日は監督（当時監督だったバレンタイン）の誕生日だったんでどうしても勝利という形で監督にプレゼントしたかったんで。それが完封という形でできて本当に良かったと思います。」と答え、ウィニングボールも監督へ贈った。シーズン全体では防御率5.78と打ち込まれるシーンも多かったが、先発の一員として5勝を挙げた。
10月のドラフト会議では実弟の翔太が3位でロッテから指名を受ける。
11月30日に背番号を1から11へ変更。
2010年
4月7日の対ソフトバンク戦で119球、被安打4、奪三振10、与四球2の内容で9回を抑え、2010年度初勝利を完封で果たした。
その後も先発で投げたが投球に安定感がなく、7月下旬に二軍降格となりその後レギュラーシーズンでの一軍登板はなかった。制球力向上のため、ワインドアップから引いた左足を上げる途中で一度止め、そこから膝を真上に上げてゆっくり踏み出す独特のフォームに改造するも次第に球威が落ち、かえって打ち込まれることが多くなってしまった。結局、7月の二軍降格後には走者がいない場面でもセットポジションから投げるようになりこの投球フォームで再び投げることはなかった。このフォームは前述の完封の際にホークス秋山幸二監督から「二段モーションどころか三段モーションではないか?」との抗議を受けていた。クライマックスシリーズでは第5戦に先発したが2回1失点で降板した(チームはその後逆転勝ちし、自身に勝ち負けはつかなかった)。
2011年
キャンプでフォームを改造、新たにスプリットフィンガード・ファストボールを習得し、オープン戦では好投球を見せ開幕ローテーション入りを掴み取ったが、4月17日に斎藤佑樹との同学年対決になった初登板で2回途中5失点でKOされ、即二軍へ降格。右肩を痛め、一軍登板はこの1試合に終わった。
2012年
ケガの影響が残り、プロ入り後初めて一軍登板なし。二軍でも24試合で防御率4.03とプロ入り後最低のシーズンとなった。
2013年
二軍公式戦で好調を維持し、約2年ぶりに一軍復帰を果たす。
5月5日のソフトバンク戦で1040日ぶりの白星を挙げ、5月19日の広島東洋カープ戦では1138日ぶりとなる完封を果たすなど復活の兆しを印象づけた年となった。
2014年
シーズン序盤は二軍で登板し、交流戦期間中の6月17日に一軍へ昇格。開幕から先発陣の一角を担っていた唐川侑己、古谷拓哉らの不調もあり、主にいわゆる「ローテーションの谷間」に先発として登板する。
7月に一度二軍へ落ちたが、8月12日に再び一軍へ昇格。8月14日の日本ハム戦において、弟の大嶺翔太が6回に代打で登場した後に一塁守備につき、自身も6回から3番手として救援登板したため、一軍では初となる兄弟での同時出場を果たした。
この年は結局、13試合に登板（うち先発9）して3勝4敗、防御率3.46。しかしながら、8月に再昇格してからの成績は9試合に登板し3勝2敗、防御率2.31と、終盤に巻き返してシーズンを終えた。
2015年
右肘痛の影響でキャンプ二軍スタートとなり開幕も二軍で迎えたが、4月19日に一軍へ昇格しリリーフで3回無失点に抑えると、そのままローテーション入りし、自己最多となる8勝を挙げた。5月10日の西武ライオンズ戦では、初めて弟の大嶺翔太と揃ってお立ち台に上がった。
2016年
前年の活躍もあり飛躍を期待されたが、開幕から先発ローテーションに入ったものの終始不調で5月頭には二軍落ち。7月後半にリリーフ要員として昇格し好投試合も多かったが突然崩れることも少なくなく、8月20日の西武戦で3失点すると二軍落ちしそのままシーズン昇格ならず僅か1勝に終わる。
契約更改では640万円ダウンの年俸3000万円でサインし、背番号を11から30へ変更。
2017年
プロ入り初の先発無しのシーズンとなったが開幕一軍ベンチ入りし登板2試合目には勝利投手にもなったが序盤以降はリリーフでも好不調波激しさは相変わらずで、交流戦の対読売ジャイアンツ戦では一死も取れず3失点で負け投手。この試合の後二軍落ちとなりその後一軍復帰はできずシーズンを終えた。
契約更改では375万円減の年俸2525万円でサインし、翌シーズンは先発一本で勝負することを球団及び首脳陣に直訴した。
2018年
先発復帰を目指していたが、春季キャンプ中に投げ込みの際に右肘の腱が切れる音がして、その後はノースロー調整となる。結局シーズンを通して状態が上がらず、プロ入り初の一軍登板無し、二軍でも僅か4試合の登板に終わり、オフに球団のメディカルチェックを受けた所右肘の断裂が発覚。契約更改では655万円ダウンの1970万円でサインした。
2019年
1月17日、右肘内側側副靱帯損傷により、靱帯再建術（トミー・ジョン手術）と鏡視下滑膜切除術を受け、全治12か月であることが公表された。
同年10月3日、球団から戦力外通告を受けた。11月26日、髙濱卓也と共に育成選手として再契約した。背番号は126。
2020年
8月23日、再び支配下選手へ昇格。背番号は64。9月1日の西武戦で3年2か月ぶりの一軍登板を果たした。オフに、270万円減となる推定年俸1200万円で契約を更改した。
2021年
リリーフ投手として5月に一軍昇格し、6月4日の横浜DeNAベイスターズ戦で約4年ぶりの白星を挙げた。シーズン通算で8試合に登板し、1勝1敗、防御率4.09を記録。
11月26日、2度目の戦力外通告を受けた。

### 中日時代
2021年12月13日、中日ドラゴンズに育成選手として入団することが発表された。背番号は211で、推定年俸は800万円となった。
2022年
キャンプは一軍スタートだったものの支配下登録を結べず、二軍戦11試合の登板で1勝2敗1セーブ、防御率3.86の成績だった。
10月4日、球団から戦力外通告を受ける。その後の記者会見で「今後はわからないが、やりきったという思いが強い」と現役引退を示唆した。
27日、現役引退を表明し、16年のプロ生活に幕を閉じた。

### 現役引退後
2022年11月に、妻の琴菜に代わって株式会社OHの代表取締役に就任。同年12月30日に、八重山商工OBと浦添商業高校OBによる「引退試合」が石垣市中央運動公園野球場で催された。
その一方で、引退に際しては、「何らかの形で沖縄や地元に恩返ししたい」という意向を地元の関係者に表明。自宅がある東京都内で、飲食店の経営に乗り出すことも明らかにした。2022年12月1日には、共同経営による「焼き鳥職人 炭」を神田駅（東京都千代田区）の西口付近にオープン。ただし、自身は厨房での調理に携わらず、接客、経営、名古屋市に設けている系列店関連の業務を担っている。2023年7月13日には、このようなセカンドキャリアを背景に、「結婚前に妻の琴菜を通じて知り合った」という吉浦剛史（スポーツフィールド）からの招きで名桜大学（沖縄県）で特別就活講座の講師を務めた。
さらに、学生野球資格回復制度を通じて2023年2月3日付で資格を回復したことによって、日本学生野球協会に加盟する高校・大学の硬式野球部を指導できるようになった。実際には、同年から神奈川県横浜市で小・中学生向けに野球を指導。八重山商工在学中に取材を受けていた『熱闘甲子園』（朝日放送テレビとテレビ朝日の共同制作による全国高等学校野球選手権本大会のダイジェスト番組）が第106回大会（2024年）の開催に合わせてアニメーションのCMを制作した際には、本名の「大嶺祐太」名義で声を当てている。

## 人物
同じ石垣市出身のバンドのBEGINとは、きゃんひとみに誘われて行った2007年のライブ以来の付き合い。2010年よりQVCマリンで登場曲として使用している「爬竜舟」（はりゅうせん）は、『ビギンの島唄 〜オモトタケオ3〜』に収録されている楽曲で、BEGINが大嶺のことを思い、作った曲である。
2016年2月12日、女優、DJとして活動する琴菜と10年越しの交際を経て入籍。
「中学時代のチームメイトや伊志嶺監督と一緒に野球したい」という思いで、八重山商工の入学試験を受けたが、受験に失敗してしまったため、1年生時は同高の定時制に在籍していた。その後2年生に進級するタイミングで、全日制に編入している。

## エピソード
引退後に出演した「プロ野球OBクラブチャンネル」の動画で、大嶺は入団に際してのゴタゴタは事実と認めている。本人によると高校1年生の秋に肩を怪我して半年ほどキャッチボールもできなくなったことで他球団がスカウトが離れたが、ソフトバンクのスカウトだけは離れず、それどころか肩の怪我の後に20mのキャッチボールの許可が下りた時わざわざソフトバンクのスカウトが様子を見に来てくれたため、自分はもしプロに行くのならソフトバンクしかないと確信した。それだけに、ロッテ側がドラフト10日前に指名を決めたと聞いた時は自分も伊志嶺も「ふざけんな!」と憤慨していた。因みに当時の所属高校にはテレビなどの映像機器が無かったため、学校もドラフト当日は普通に授業を受けるように指導し、大嶺本人はドラフトでロッテに指名された瞬間をテレビで目にしていなかった。自分はソフトバンク以外には絶対に行かないと決めていたが、「当時のロッテの二軍のスタッフやコーチ陣の多くが九州出身だからきっと手厚く面倒を見てくれるだろう」と、伊志嶺監督がロッテ側の説得に折れて、大嶺をロッテに送り出した。
大嶺は高校時代に肩を怪我した時に、所属高校と繋がりのある浦和学院高校への遠征のついでに現地の治療院に通うために、他の部員が帰郷してからもしばらく練習しながら現地に滞在した。浦和にあるロッテの二軍寮入寮後に治療院に挨拶することになったが、治療院が二軍寮の近所で、尚且つ初めて治療院に行った時に迷って降りた駅と二軍寮の最寄駅が武蔵浦和駅であったため、運命を感じたという。

## 詳細情報

### 年度別投手成績
| 年 度      | 球 団      | 登 板 | 先 発 | 完 投 | 完 封 | 無 四 球 | 勝 利 | 敗 戦 | セ 丨 ブ | ホ 丨 ル ド | 勝 率 | 打 者 | 投 球 回 | 被 安 打 | 被 本 塁 打 | 与 四 球 | 敬 遠 | 与 死 球 | 奪 三 振 | 暴 投 | ボ 丨 ク | 失 点 | 自 責 点 | 防 御 率 | W H I P |
| ---------- | ---------- | ----- | ----- | ----- | ----- | -------- | ----- | ----- | -------- | ----------- | ----- | ----- | -------- | -------- | ----------- | -------- | ----- | -------- | -------- | ----- | -------- | ----- | -------- | -------- | ------- |
| 2007       | ロッテ     | 1     | 1     | 0     | 0     | 0        | 0     | 0     | 0        | 0           | .000  | 21    | 4.0      | 7        | 1           | 1        | 0     | 1        | 4        | 0     | 0        | 5     | 5        | 11.25    | 2.00    |
| 2008       | ロッテ     | 7     | 5     | 0     | 0     | 0        | 2     | 2     | 0        | 0           | .500  | 137   | 32.2     | 32       | 5           | 8        | 0     | 1        | 23       | 2     | 0        | 19    | 19       | 5.23     | 1.22    |
| 2009       | ロッテ     | 16    | 16    | 2     | 1     | 0        | 5     | 6     | 0        | 0           | .455  | 428   | 95.0     | 115      | 11          | 35       | 0     | 5        | 59       | 2     | 0        | 62    | 61       | 5.78     | 1.58    |
| 2010       | ロッテ     | 13    | 13    | 2     | 1     | 0        | 3     | 6     | 0        | 0           | .333  | 320   | 71.1     | 78       | 12          | 34       | 0     | 3        | 52       | 1     | 0        | 48    | 41       | 5.17     | 1.57    |
| 2011       | ロッテ     | 1     | 1     | 0     | 0     | 0        | 0     | 1     | 0        | 0           | .000  | 11    | 1.1      | 3        | 1           | 4        | 0     | 0        | 1        | 0     | 0        | 5     | 5        | 33.75    | 5.38    |
| 2013       | ロッテ     | 10    | 9     | 1     | 1     | 0        | 4     | 2     | 0        | 0           | .667  | 197   | 43.1     | 43       | 2           | 26       | 0     | 2        | 29       | 1     | 0        | 23    | 22       | 4.57     | 1.59    |
| 2014       | ロッテ     | 13    | 9     | 0     | 0     | 0        | 3     | 4     | 0        | 0           | .429  | 241   | 54.2     | 60       | 4           | 20       | 0     | 1        | 31       | 2     | 0        | 32    | 21       | 3.46     | 1.46    |
| 2015       | ロッテ     | 24    | 23    | 1     | 1     | 1        | 8     | 7     | 0        | 0           | .533  | 574   | 133.1    | 141      | 8           | 46       | 0     | 5        | 70       | 1     | 0        | 49    | 47       | 3.17     | 1.40    |
| 2016       | ロッテ     | 14    | 6     | 0     | 0     | 0        | 1     | 3     | 0        | 1           | .250  | 175   | 34.2     | 47       | 1           | 26       | 1     | 2        | 14       | 1     | 0        | 31    | 25       | 6.49     | 2.11    |
| 2017       | ロッテ     | 20    | 0     | 0     | 0     | 0        | 2     | 2     | 0        | 0           | .500  | 142   | 30.2     | 33       | 4           | 22       | 1     | 0        | 21       | 0     | 0        | 19    | 13       | 3.82     | 1.79    |
| 2020       | ロッテ     | 2     | 2     | 0     | 0     | 0        | 0     | 1     | 0        | 0           | .000  | 45    | 9.0      | 15       | 1           | 6        | 0     | 0        | 9        | 0     | 0        | 9     | 9        | 9.00     | 2.33    |
| 2021       | ロッテ     | 8     | 0     | 0     | 0     | 0        | 1     | 1     | 0        | 0           | .500  | 51    | 11.0     | 15       | 1           | 2        | 0     | 0        | 7        | 2     | 0        | 6     | 5        | 4.09     | 1.55    |
| 通算：12年 | 通算：12年 | 129   | 85    | 6     | 4     | 1        | 29    | 35    | 0        | 1           | .453  | 2342  | 521.0    | 589      | 51          | 230      | 2     | 20       | 320      | 12    | 0        | 308   | 273      | 4.72     | 1.57    |

- 各年度の太字はリーグ最高

### 年度別守備成績
| 年 度 | 球 団  | 投手  | 投手  | 投手  | 投手  | 投手  | 投手     |
| 年 度 | 球 団  | 試 合 | 刺 殺 | 補 殺 | 失 策 | 併 殺 | 守 備 率 |
| ----- | ------ | ----- | ----- | ----- | ----- | ----- | -------- |
| 2007  | ロッテ | 1     | 0     | 0     | 0     | 0     | ----     |
| 2008  | ロッテ | 7     | 2     | 6     | 0     | 0     | 1.000    |
| 2009  | ロッテ | 16    | 4     | 23    | 1     | 1     | .964     |
| 2010  | ロッテ | 13    | 3     | 8     | 0     | 0     | 1.000    |
| 2011  | ロッテ | 1     | 0     | 1     | 0     | 0     | 1.000    |
| 2013  | ロッテ | 10    | 2     | 9     | 0     | 2     | 1.000    |
| 2014  | ロッテ | 13    | 5     | 12    | 0     | 1     | 1.000    |
| 2015  | ロッテ | 24    | 10    | 19    | 0     | 1     | 1.000    |
| 2016  | ロッテ | 14    | 2     | 10    | 0     | 1     | 1.000    |
| 2017  | ロッテ | 20    | 0     | 5     | 0     | 0     | 1.000    |
| 2020  | ロッテ | 2     | 1     | 1     | 0     | 0     | 1.000    |
| 2021  | ロッテ | 8     | 1     | 2     | 1     | 0     | .750     |
| 通算  | 通算   | 129   | 30    | 96    | 2     | 6     | .984     |

### 記録
初記録
- 初登板・初先発登板：2007年4月30日、対西武ライオンズ8回戦（グッドウィルドーム）、4回0/3を5失点で勝敗つかず
- 初奪三振：同上、3回裏にアレックス・カブレラから空振り三振
- 初勝利・初先発勝利：2008年7月24日、対北海道日本ハムファイターズ17回戦（札幌ドーム）、6回2失点
- 初完投・初完投勝利・初完封勝利：2009年5月13日、対福岡ソフトバンクホークス8回戦（北九州市民球場）

### 背番号
- 1（2007年 - 2009年）
- 11（2010年 - 2016年）
- 30（2017年 - 2019年）
- 126（2020年 - 同年8月23日）
- 64（2020年8月24日 - 2021年）
- 211（2022年）

### 登場曲
- 「どこまでも!!」TRIPLE-P
- 「爬竜舟」BEGIN
- 「Shining Place〜輝ける場所〜」DJ Kotona
- 「Vitality～自分への挑戦状～」Kotona（2016年 - ）